# Creu de Sant Magí de Guardiola

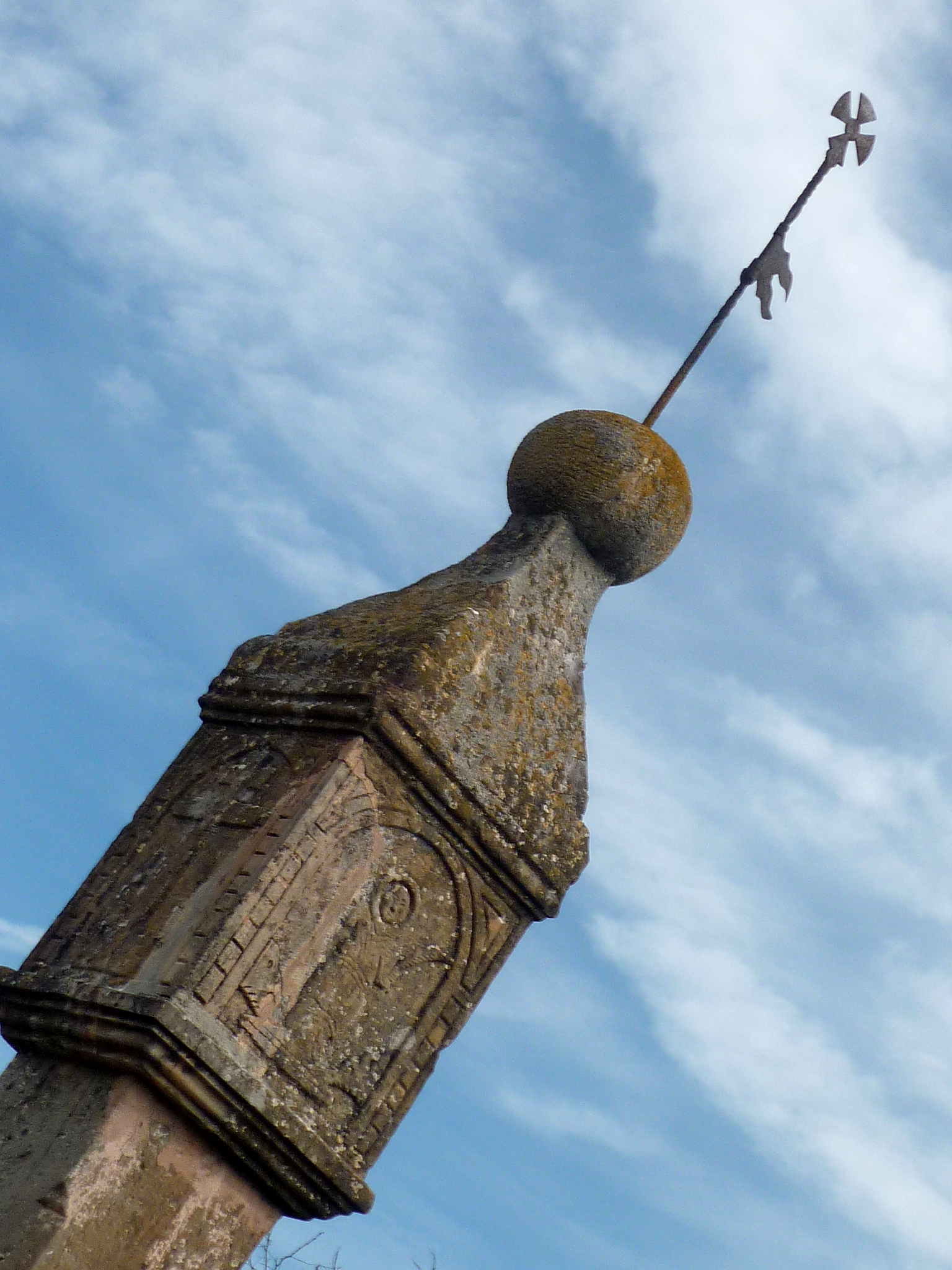
Detall de la creu

La creu de Sant Magí de Guardiola és una creu monumental situada davant de l'ermita de Sant Magí de Guardiola, al municipi de Vilanova de l'Aguda (Noguera).
Es tracta d'un pilar de pedra, datat al 1786, sobre cinc graons que recolzen una base quadrada, que suporta una pedra més estreta, al damunt de la qual hi ha un bloc de pedra no tan alt i més ample, cobert per un bloc piramidal, que acaba en una bola de pedra, que subjecta un penell de ferro coronat amb una creu rodona.
A cada cara de la pedra superior hi ha esculpida una imatge i a cada cara del pilar una inscripció: imatge de Sant Magí, inscripció 'Servera'; imatge de la Mare de Déu del Claustre, inscripció 'Devots Jisona'; imatge d'una doble creu amb dos xiprers, inscripció 'Antorn'; imatge de Jesús tancada en una fornícula, inscripció 'Ponts'.